# World Trade Center Barcelona
El World Trade Center Barcelona (WTCB) és un complex d'oficines situat al moll de Barcelona del port Vell de Barcelona.

## Descripció
És un conjunt format per quatre edificis en forma de cercle, amb una plaça central de 2.500 m² on es troben l'àrea comercial i de restauració que donen servei als usuaris del complex. Aquestes quatre torres acullen les oficines de lloguer, el centre de congressos i l'hotel Grand Marina, de cinc estrelles GL, amb 291 habitacions.
El disseny del complex permet llogar oficines des de 40 fins a 3.000 m² en una única planta. La flexibilitat dels espais també és una característica del centre de congressos, ja que ofereix la possibilitat d'organitzar reunions de treball de 8 persones fins a grans actes amb capacitat per a 1.500 assistents.

## Edifici
Va ser projectat per l'arquitecte Henry N. Cobb i inaugurat el 22 de juliol del 1999.
El 2014, el Port de Barcelona va posar a la venda l'edifici.